# Campionati europei di lotta 2019
I campionati europei di lotta 2019 sono stati la 70ª edizione della manifestazione continentale organizzata dalla FILA. Si sono svolti dall'8 al 14 aprile 2019 a Bucarest, in Romania.

## Medagliere
| Pos.   | Paese              | Oro | Argento | Bronzo | Totale |
| ------ | ------------------ | --- | ------- | ------ | ------ |
| 1      | Russia             | 8   | 4       | 9      | 21     |
| 2      | Turchia            | 6   | 2       | 8      | 16     |
| 3      | Ucraina            | 5   | 2       | 3      | 10     |
| 4      | Azerbaigian        | 4   | 2       | 7      | 13     |
| 5      | Bulgaria           | 2   | 3       | 1      | 6      |
| 6      | Italia             | 1   | 1       | 1      | 3      |
| 6      | Moldavia           | 1   | 1       | 1      | 3      |
| 8      | Ungheria           | 1   | 0       | 4      | 5      |
| 9      | Armenia            | 1   | 0       | 2      | 3      |
| 10     | Danimarca          | 1   | 0       | 0      | 1      |
| 11     | Georgia            | 0   | 4       | 5      | 9      |
| 12     | Germania           | 0   | 2       | 3      | 5      |
| 13     | Romania            | 0   | 2       | 2      | 4      |
| 14     | Polonia            | 0   | 2       | 1      | 3      |
| 15     | Bielorussia        | 0   | 1       | 3      | 4      |
| 16     | Austria            | 0   | 1       | 0      | 1      |
| 16     | Francia            | 0   | 1       | 0      | 1      |
| 16     | Norvegia           | 0   | 1       | 0      | 1      |
| 16     | Rep. Ceca          | 0   | 1       | 0      | 1      |
| 20     | Finlandia          | 0   | 0       | 2      | 2      |
| 21     | Croazia            | 0   | 0       | 1      | 1      |
| 21     | Lettonia           | 0   | 0       | 1      | 1      |
| 21     | Macedonia del Nord | 0   | 0       | 1      | 1      |
| 21     | Paesi Bassi        | 0   | 0       | 1      | 1      |
| 21     | Serbia             | 0   | 0       | 1      | 1      |
| 21     | Svezia             | 0   | 0       | 1      | 1      |
| 21     | Svizzera           | 0   | 0       | 1      | 1      |
| Totale | Totale             | 30  | 30      | 59     | 119    |

## Classifica squadre
| Pos. | Lotta libera maschile | Lotta libera maschile | Lotta greco-romana | Lotta greco-romana | Lotta libera femminile | Lotta libera femminile |
| Pos. | Squadra               | Punti                 | Squadra            | Punti              | Squadra                | Punti                  |
| ---- | --------------------- | --------------------- | ------------------ | ------------------ | ---------------------- | ---------------------- |
| 1    | Russia                | 162                   | Russia             | 192                | Ucraina                | 135                    |
| 2    | Turchia               | 156                   | Turchia            | 132                | Bulgaria               | 110                    |
| 3    | Azerbaigian           | 145                   | Azerbaigian        | 76                 | Turchia                | 78                     |
| 4    | Georgia               | 104                   | Germania           | 72                 | Azerbaigian            | 71                     |
| 5    | Ucraina               | 80                    | Georgia            | 71                 | Ungheria               | 67                     |
| 6    | Bielorussia           | 65                    | Ucraina            | 62                 | Russia                 | 59                     |
| 7    | Polonia               | 55                    | Romania            | 61                 | Bielorussia            | 50                     |
| 8    | Moldavia              | 52                    | Armenia            | 60                 | Italia                 | 36                     |
| 9    | Romania               | 52                    | Bulgaria           | 51                 | Svezia                 | 35                     |
| 10   | Armenia               | 37                    | Polonia            | 48                 | Romania                | 35                     |

## Podi

### Lotta libera maschile
| Evento        | Oro                 | Argento                  | Bronzo                                           |
| fino a 57 kg  | Süleyman Atlı       | Muslim Sadulaev          | Mahir Amiraslanov Vladimir Egorov                |
| fino a 61 kg  | Arsen Harutyunyan   | Beka Lomtadze            | Randy Vock Recep Topal                           |
| fino a 65 kg  | Hacı Əliyev         | Selahattin Kılıçsallayan | Nachyn Kuular Vasyl' Šuptar                      |
| fino a 70 kg  | Mustafa Kaya        | Ağahüseyn Mustafayev     | Magomedmurad Gadzhiev Magomedrasul Gazimagomedov |
| fino a 74 kg  | Frank Chamizo       | Zelimkhan Khadjiev       | Timur Bižoev Avtandil Kentchadze                 |
| fino a 79 kg  | Cəbrayıl Həsənov    | Akhmed Gadzhimagomedov   | Nika Kentchadze Muhammet Nuri Kotanoğlu          |
| fino a 86 kg  | Vladislav Valiev    | Piotr Ianulov            | Fatih Erdin Ali Šabanaŭ                          |
| fino a 92 kg  | Şərif Şərifov       | Zbigniew Baranowski      | Irakli Mtsituri István Veréb                     |
| fino a 97 kg  | Abdulrašid Sadulaev | Aliaksandr Hushtyn       | Elizbar Odikadze Nurmagomed Gadzhiev             |
| fino a 125 kg | Taha Akgül          | Geno Petriashvili        | Anzor Khizriev Oleksandr Khotsianivskyi          |

### Lotta greco-romana maschile
| Evento        | Oro               | Argento          | Bronzo                              |
| fino a 55 kg  | Vitalii Kabaloev  | Florin Tița      | Fabian Schmitt Eldəniz Əzizli       |
| fino a 60 kg  | Victor Ciobanu    | Sergej Emelin    | Lenur Temirov Kerem Kamal           |
| fino a 63 kg  | Stepan Marjanjan  | Stig-André Berge | Levani Kavjaradze Taleh Mammadov    |
| fino a 67 kg  | Atakan Yüksel     | Gevorg Sahakyan  | Karen Aslanyan Artëm Surkov         |
| fino a 72 kg  | Abujazid Mancigov | Cengiz Arslan    | Aik Mnatsakanian Dominik Etlinger   |
| fino a 77 kg  | Roman Vlasov      | Roland Schwarz   | Viktor Nemeš Arsen Julfalakyan      |
| fino a 82 kg  | Rajbek Bisultanov | Lasha Gobadze    | Aleksandr Komarov Emrah Kuş         |
| fino a 87 kg  | Žan Belenjuk      | İslam Abbasov    | Erik Szilvássy Denis Kudla          |
| fino a 97 kg  | Musa Evloev       | Kiril Milov      | Daigoro Timoncini Matti Kuosmanen   |
| fino a 130 kg | Rıza Kayaalp      | Iakob Kajaia     | Sergej Semënov Alin Alexuc-Ciurariu |

### Lotta libera femminile
| Evento       | Oro             | Argento           | Bronzo                                |
| fino a 50 kg | Oksana Livač    | Miglena Seliška   | Evin Demirhan Kseniya Stankevich      |
| fino a 53 kg | Stal'vira Oršuš | Lilija Horišna    | Jessica Blaszka Vanėsa Kaladzinskaja  |
| fino a 55 kg | Iryna Husjak    | Evelina Nikolova  | Bediha Gün Andreea Beatrice Ana       |
| fino a 57 kg | Emese Barka     | Tetjana Kit       | Alyona Kolesnik Anastasia Nichita     |
| fino a 59 kg | Biljana Dudova  | Svetlana Lipatova | Elmira Gambarova Elif Jale Yeşilırmak |
| fino a 62 kg | Tajbe Jusein    | Aurora Campagna   | Tetiana Omelchenko Marianna Sastin    |
| fino a 65 kg | Elis Manolova   | Kriszta Incze     | Marija Kuznecova Petra Olli           |
| fino a 68 kg | Alla Čerkasova  | Adéla Hanzlíčková | Anastasija Grigorjeva Jenny Fransson  |
| fino a 72 kg | Alina Stadnyk   | Anna Schell       | Tat'jana Morozova                     |
| fino a 76 kg | Yasemin Adar    | Martina Kuenz     | Zsanett Németh Aline Focken           |